# Margaret Elphinstone
Pour les articles homonymes, voir Elphinstone.
Margaret Elphinstone, née en 1948 dans le Kent (Angleterre), est une romancière écossaise.

## Biographie
Margaret Elphinstone est née dans le Kent. Elle a étudié au Queens' College de Londres et à l'université de Durham. Elle a été professeur d’écriture au département d’études anglaises à l'université de Strathclyde à Glasgow, ses domaines de recherches universitaires étant les écrivains écossais et la littérature des îles au large de l’Écosse.
Elle a fait de longs voyages d’études en Islande, au Groenland, au Labrador et aux États-Unis.
Elle a vécu pendant huit ans dans les îles Shetland et est la mère de deux enfants.
Avant de devenir professeur à Glasgow en 2003, elle a exercé divers emplois à différents endroits. Certaines de ses expériences ont été, plus tard, ré exploitées dans ses livres :
- Islanders se base sur sa participation aux excavations archéologiques sur l’île Shetland de Papa Stour.
- Elle a écrit deux livres de jardinage après avoir été employée comme jardinière à Galloway.
- Voyageurs a été écrit après qu’elle a passé un an à l’université de Central Michigan et qu’elle ait navigué en canoë sur la rivière des Outaouais.

## Prix
- 1990 : Scottish Arts Council Writer's Bursary
- 1991 : Scottish Arts Council Travel Award, pour The Sea Road
- 1993 : Scottish Arts Council Writer's Bursary
- 1994 : Scottish Arts Council Travel Award
- 1997 : Scottish Arts Council Writer's Bursary, pour Voyageurs
- 2000 : Scottish Arts Council Writer's Bursary
- 2001 : Scottish Arts Council Spring Book Award, pour Hy Brasil